# Epikleze
Epikleze nebo řidčeji epikléze (starořecky επικλησις – epiklésis) je v křesťanství vzývání Boha, aby posvětil určitou věc nebo osobu.

## Charakteristika
Nejčastěji se epiklezí rozumí část eucharistické modlitby, při níž celebrant svolává Ducha svatého na předložené dary chleba a vína, aby se staly Ježíšovým tělem a jeho krví (konsekrační epikleze), nebo aby způsobil užitek z jejich přijímání (komuniální epikleze). 
Podle víry východních církví právě při epiklezi dochází k proměňování.
Podle víry západní církve dochází k proměňování při recitaci slov ustanovení, epikleze postupně téměř vymizela: v kánonu tradičního římského ritu, v části Quam oblationem, se kněz pouze modlí, aby Bůh mešní oběť posvětil a přijal. Teprve při pokoncilní liturgické reformě bylo na tomto místě zavedeno gesto vzkládání rukou, které se vykládá jako „implicitní epikleze“. V římském ritu byla epikleze obnovena až liturgickou reformou provedenou po druhém vatikánském koncilu, kdy byla rozdělena na dvě části – konsekrační epiklezi před slovy ustanovení a komunikální epiklezi po anamnezi, jak tomu bylo i v Hippolytově anafoře ze 3. století a v alexandrijském ritu. 
V byzantském a západosyrském ritu jsou obě epikleze spojeny do jedné, která je zařazena za anamnezi. Ve východosyrském ritu používaná anafora Addaie a Mariho epiklezi neobsahuje vůbec.
| „                                                      | Proto tě, Otče, pokorně prosíme, posvěť svým Duchem tyto dary, které před tebe klademe, ať se stanou tělem a krví tvého Syna, našeho Pána, Ježíše Krista. | “ |
| — konsekrační epikleze ve třetí eucharistické modlitbě | |   |